# Cullen (Moray)
Cullen (Schots-Gaelisch: Inbhir Cuilinn) is een kuststadje in het noorden van de Schotse raadsgebied Moray. De stad had in 2020 1.390 inwoners. 
In de stad staat een kerk waar mogelijk de organen van de vrouw van Robert I van Schotland zijn begraven, na haar dood in Cullen Castle.
Een bekend gerecht uit Cullen is Cullen skink, een soep gemaakt van gerookte schelvis, ui, melk en aardappelen.

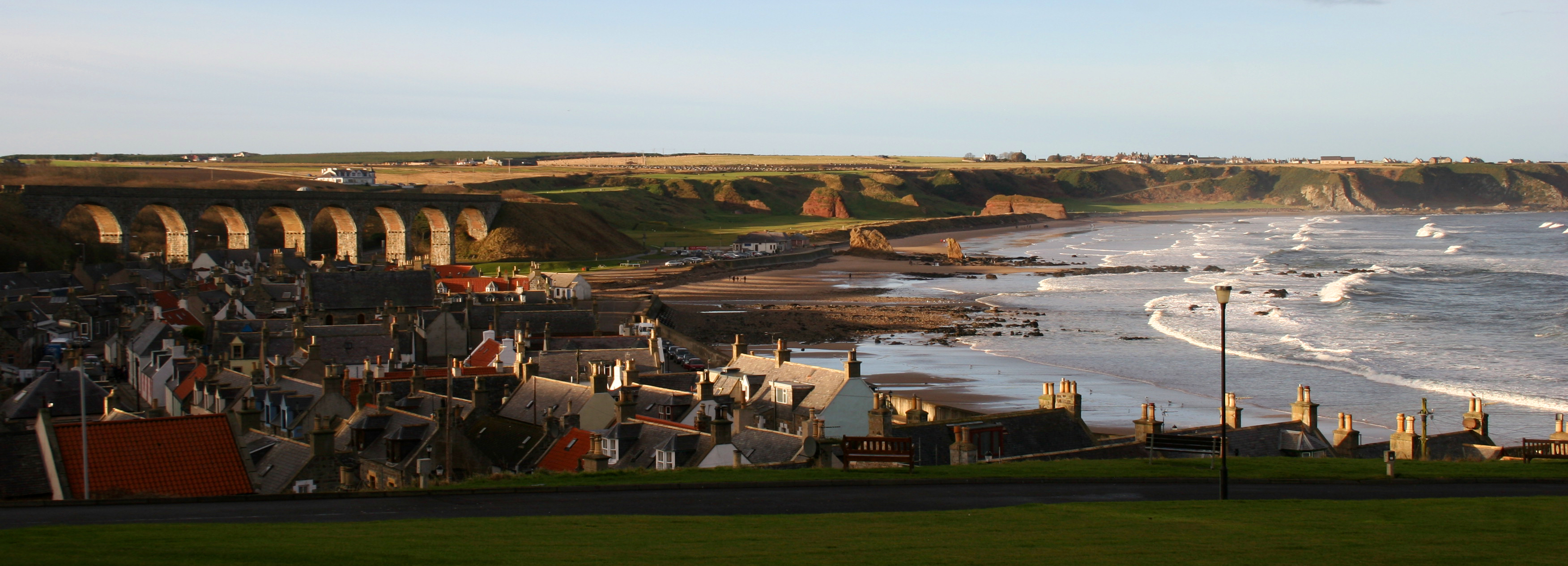
Cullen. Op de achtergrond is een voormalige spoorbrug te zien.